# Bahnhof Zwinge

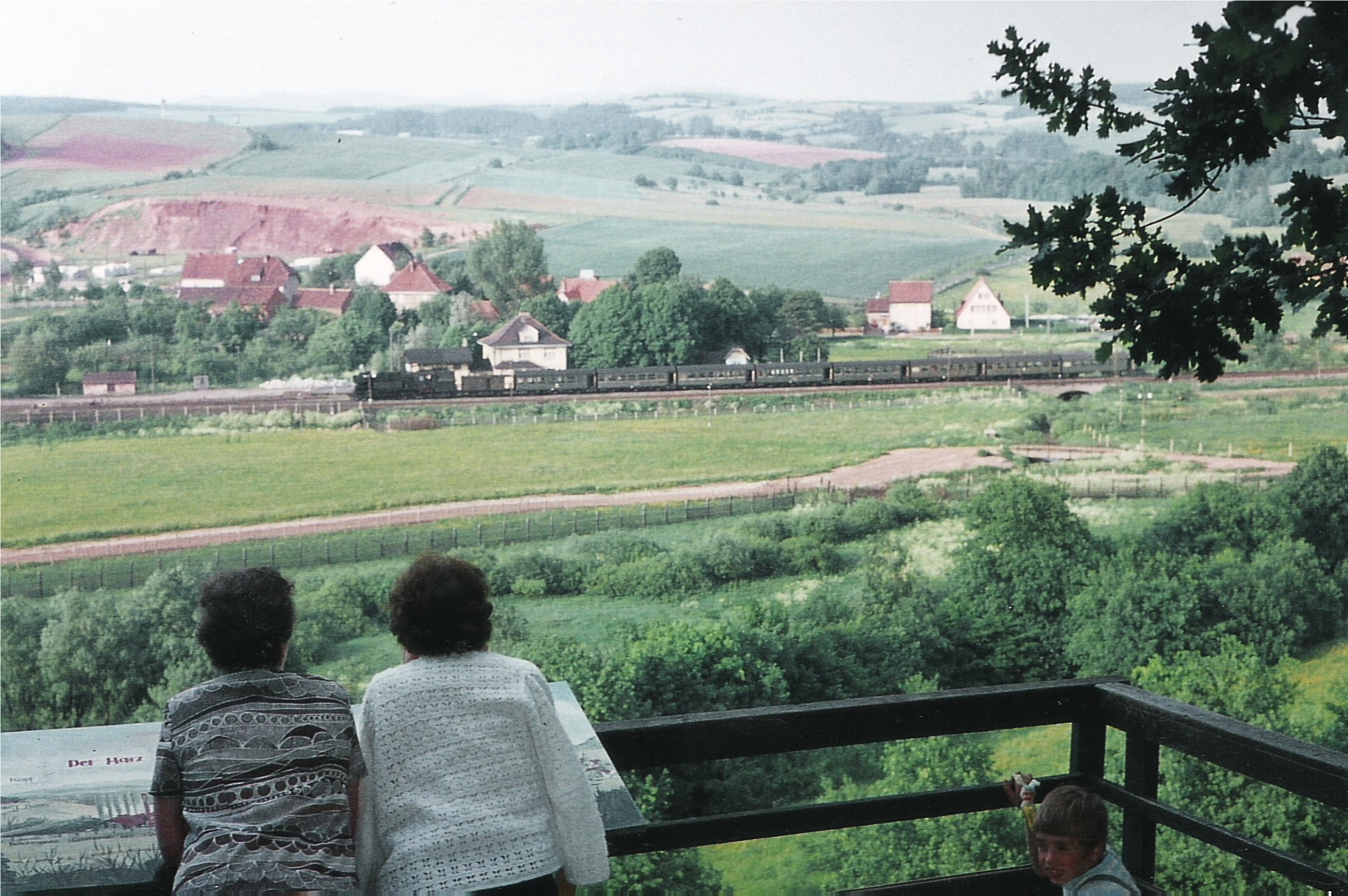
Ein Personenzug im Bahnhof Zwinge um 1970

Der Bahnhof Zwinge war ein Bahnhof in Zwinge, einem Ortsteil der Gemeinde Sonnenstein im Landkreis Eichsfeld.

## Lage
Er lag an der Bahnstrecke Bleicherode–Herzberg bei Streckenkilometer 26,31 nahe der thüringisch-niedersächsischen Landesgrenze. Der Bahnhof befindet sich in der Gemarkung von Zwinge, das nordwestliche Bahnhofsteil mit der Rampe bereits im in der Gemarkung von Pöhlde.
Das Terrain des Bahnhofes liegt im Ellertal auf einer Höhe von ungefähr 180 m ü. NN Die nächsten Bahnhöfe waren Jützenbach im Südosten und Hilkerode im Nordwesten. Der Weg vom Dorf zum Bahnhof führte über die Straße „Am Bahnhof“ und der Landesstraße 1012.

## Geschichte
Mit Eröffnung der durch die Preußische Staatsbahn errichteten Bahnstrecke von Herzberg nach Bischofferode im Jahr 1911 wurde auch der Bahnhof in Zwinge freigegeben. Die Strecke von Bischofferode nach Bleicherode-Ost war bereits vorher übergeben worden. Der Bahnhof besaß ein Empfangsgebäude mit angrenzendem Güterschuppen und zwei Gleise. Das westlich Ende des Bahnhofes mit einem Ladegleis und der Laderampe befand sich bereits in der Gemarkung des Hannoverschen Nachbarortes Pöhlde. Überlegungen zu einer Verlängerung der schmalspurigen Gartetalbahn von Duderstadt zum Bahnhof Zwinge führten zu keiner konkreten Planung.
Nach dem Ende des Zweiten Weltkriegs 1945 kam es zu einer Unterbrechung des Zugverkehrs. Die Bahnverbindung zwischen den Stationen Zwinge in der Sowjetischen Besatzungszone und Hilkerode in der Britischen Besatzungszone wurde nicht wieder aufgenommen. Von Bleicherode endete die Bahnverbindung nun in Zwinge, der Verkehr von Herzberg wurde zunächst bis Pöhlde, dann bis Rhumspringe wieder durchgeführt.
Der Betrieb des Bahnhofes Zwinge wurde wieder aufgenommen, war aber durch die nahe Zonengrenze und spätere Innerdeutsche Grenze stark beeinflusst. Zeitweise war ein Umsetzen der Lok in Zwinge nicht möglich und die Züge mussten zwischen Weißenborn-Lüderode und Zwinge geschoben werden. Mit dem Ausbau der Innerdeutschen Grenze wurde der Bahnhof, wie die benachbarte Ziegelei immer stärker durch die Grenzanlagen eingeschränkt. 1972 wurde der Bahnverkehr zwischen Bischofferode und Zwinge eingestellt und die Bahnlagen danach zurückgebaut. Lediglich das Bahnhofsgebäude blieb erhalten und wird heute für Wohnzwecke genutzt.

## Haltepunkt Zwinge West

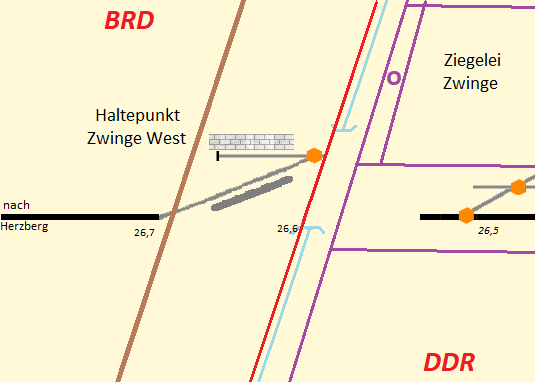
Schema des Haltepunktes Zwinge West

1946 richtete man an der bisherigen Laderampe des Bahnhofes Zwinge bei Streckenkilometer 26,6 die Haltestelle Zwinge Ladestelle ein, diese wurde 1951 in Haltepunkt Zwinge West umbenannt und wurde auch in den westdeutschen Kursbüchern erwähnt. Mit der neuen Streckenkilometrierung lag die Haltestelle an Kilometer 15,0. Der Haltepunkt bestand lediglich aus einer Rampe an der ehemaligen Ladegleis mit einer Weiche und einem neu errichteten kurzen Bahnsteig. Zur Grenze hin war die Strecke mit einem Prellbock abgesichert. Züge mussten zwischen Rhumspringe und Zwinge West geschoben werden, da kein Umsetzen der Lok möglich war. Die Betriebsstelle wurde aber nur noch von wenigen Zügen angefahren, im Fahrplan 1961 noch maximal von einem Zug pro Tag. Der Personenverkehr beschränkte sich nur auf die wenigen Bewohner des Nachbarortes Brochthausen und wurde dann bereits 1961 eingestellt, der Güterverkehr folgte dann 1971 und die Gleise auf der Strecke bis Rhumspringe wurden abgebaut. Heute sind lediglich noch Reste der Rampe im Gelände erkennbar, Teile der Streckenführung im Haltepunkt wurden durch die erneuerte Landesstraße 531/1012 überbaut.